# Lago di Baratz - Porto Ferro
Lago di Baratz - Porto Ferro este o arie protejată (arie specială de conservare — SAC, sit de importanță comunitară — SCI) din Italia întinsă pe o suprafață de 1.309 ha, din care 24 % marine.

## Localizare
Centrul sitului Lago di Baratz - Porto Ferro este situat la coordonatele 40°41′08″N 8°12′44″E / 40.685556°N 8.212222°E.

## Înființare
Situl Lago di Baratz - Porto Ferro a fost declarat sit de importanță comunitară în iunie 1995 pentru a proteja 35 de specii de animale. Situl a fost protejat și ca arie specială de conservare în aprilie 2017.

## Biodiversitate
Situată în ecoregiunea mediteraneană, aria protejată conține 17 habitate naturale: Tufărișuri termo-mediteraneene și de pre-deșert, Dune mobile cu vegetație embrionară, Dune cu vegetație ierboasă Malcolmietalia, Dune împădurite cu Pinus pinea și/sau Pinus pinaster, Lacuri eutrofice naturale cu vegetație de tip Magnopotamion sau Hydrocharition, Galerii și tufărișuri riverane sudice (Nerio-Tamaricetea și Securinegion tinctoriae), Golfuri mici largi și golfuri puțin adânci, Dune de pe litoral fixate cu Crucianellion maritimae, Dune mobile de-a lungul țărmului cu Ammophila arenaria („dune albe”), Dune cu vegetație ierboasă Brachypodietalia cu specii anuale, Faleze cu vegetație de Limonium spp. endemic de pe coastele mediteraneene, Bancuri de nisip acoperite în permanență slab de apă marină, Phrygana endemică cu Euphorbio-Verbascion, Formațiuni scunde de Euphorbia în apropierea falezelor, Vegetație anuală la limita mareei, Matorral arborescenți cu Juniperus spp., Straturi cu Posidonia (Posidonion oceanicae).
La baza desemnării sitului se află mai multe specii protejate:
- păsări (27): pescăruș albastru (Alcedo atthis), Alectoris barbara, fâsă-de-câmp (Anthus campestris), egretă mare (Ardea alba), rață roșie (Aythya nyroca), pasărea ogorului (Burhinus oedicnemus), ciocârlie-cu-degete-scurte (Calandrella brachydactyla), bătăuș (Calidris pugnax), caprimulg (Caprimulgus europaeus), chirighiță neagră (Chlidonias niger), erete de stuf (Circus aeruginosus), erete cenușiu (Circus pygargus), egretă mică (Egretta garzetta), vulturul pleșuv sur (Gyps fulvus), piciorong (Himantopus himantopus), stârc pitic (Ixobrychus minutus), sfrâncioc roșiatic (Lanius collurio), ciocârlie de pădure (Lullula arborea), ciocârlie de bărăgan (Melanocorypha calandra), gaia neagră (Milvus migrans), gaia roșie (Milvus milvus), viespar (Pernis apivorus), Phalacrocorax aristotelis desmarestii, Phoenicopterus ruber, Porphyrio porphyrio porphyrio, Sylvia sarda, spârcaci (Tetrax tetrax)
- amfibieni (1): Discoglossus sardus
- mamifere (2): liliac cărămiziu (Myotis emarginatus), liliacul mare cu potcoavă (Rhinolophus ferrumequinum)
- nevertebrate (1): Lindenia tetraphylla
- reptile (4): Caretta caretta, țestoasa de baltă (Emys orbicularis), Euleptes europaea, țestoasă bănățeană (Testudo hermanni)

Pe lângă speciile protejate, pe teritoriul sitului au mai fost identificate 19 specii de plante, 65 de specii de păsări, 2 specii de amfibieni, 1 specie de mamifere, 5 specii de nevertebrate, 5 specii de reptile.